# Виднівський тролейбус
Виднівський тролейбус — діюча тролейбусна система в підмосковному місті Видне.

## Історія
Ідея будівництва тролейбусної лінії у місті Видному виникла у 1994 році, однак пробні рейси від станції Розторгуєво до проспекту Ленінського Комсомолу стартували 15 грудня 1999 року. Відкриття першої лінії відбулось 9 вересня 2000 року. Тролейбусний парк від свого заснування перебуває у муніципальному підпорядкуванні, його роботу забезпечує Муніципальне унітарне підприємство «Виднівський тролейбусний парк». У 2002 році була збудована друга лінія — по вулиці Радянській.

## Сучасний стан
Станом на 2010 рік парк тролейбусів нараховує 21 машину, саме депо розраховане на 25. У місті функціонує чотири тролейбусні маршрути. У Видному експлуатують тролейбуси ЗіУ-682Г-012, -016 і -017, ЗіУ-682Г-016.02 ВМЗ-5298.00.
З 2015 року в місті експлуатується на маршруті № 3 єдиний тролейбус МАЗ-206Т (№ 28), перероблений в Іванове з автобуса МАЗ-206.060.
Щоденно на лінію виходять 13—14 тролейбусів. Загальна кількість машин складає 23 одиниці. Початок роботи підприємства о 04 год. 45 хв., закінчення о 01 год. 23 хв. Чисельність працівників підприємства 143 людини. З них 78 осіб мешканці міста Видне.
Всі тролейбуси укомплектовані навігаційною системою контролю за рухом на лінії, що дозволяє диспетчерам оперативно застосовувати рішення по переключенню тролейбусів, в зв'язку із заторами на дорогах і аварійними ситуаціями.
Наприкінці 2016 року на тролейбусах були встановлені автоінформатори — пристрої, для оголошення зупинок. Що особливо необхідно в зимовий період, оскільки скла замерзають і люди не завжди можуть зорієнтуватися по пунктам зупинок. Також було добудовано круговий рух біля поліклініки і була змонтована заново контактна тролейбусна мережа. Всі роботи вдалося провести в нічний час без зупинки транспортного руху. Проте зараз частково вирішена проблема завантаження транспорту в цьому районі міста.
Станом на 2017 рік на балансі МУП «Виднівський тролейбусний парк» перебуває 24 тролейбуси.

## Маршрути
У місті Видне діють 4 тролейбусних маршрутів.

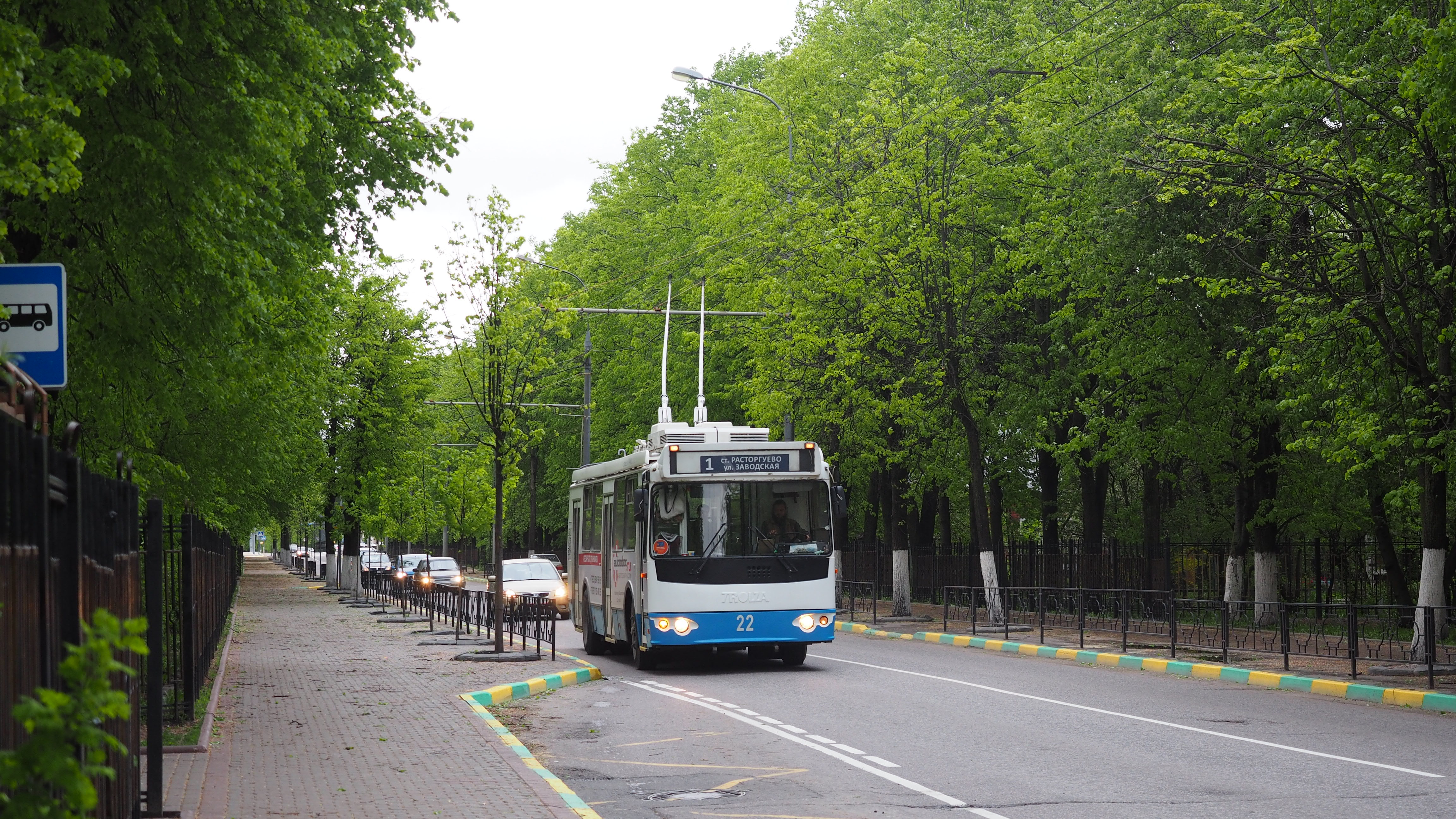
ЗіУ-682 (№ 22)

| Перелік тролейбусних маршрутів в місті Видне | Перелік тролейбусних маршрутів в місті Видне | Перелік тролейбусних маршрутів в місті Видне | Перелік тролейбусних маршрутів в місті Видне | Перелік тролейбусних маршрутів в місті Видне |
| №                                            | Кінцевий пункт, А                            | Кінцевий пункт, Б                            | Довжина маршруту, км                         | Максимальний випуск, од.                     |
| -------------------------------------------- | -------------------------------------------- | -------------------------------------------- | -------------------------------------------- | -------------------------------------------- |
| 1                                            | Станція Розторгуєво                          | Заводська вулиця                             | 8,8                                          | 6                                            |
| 2                                            | Станція Розторгуєво                          | Радянська вулиця                             | 7,2                                          | 2                                            |
| 3                                            | Радянська вулиця                             | МКГЗ (Видне-1)                               | 8,0                                          | 2                                            |
| 4                                            | Станція Розторгуєво                          | МКГЗ (Видне-1)                               | 10,9                                         | 3                                            |

## Вартість проїзду
Відповідно до Прейскуранта «Тарифи на перевезення пасажирів і багажу автомобільним і міським наземним електричним транспортом за маршрутами регулярних перевезень за регульованими тарифами», затвердженим Постановою Уряду Московської області від 16 грудня 2015 року № 1234/48 з 1 січня 2016 року:
- вартість однієї поїздки по місту за разовим квитком, що реалізується в салоні тролейбуса, складає 43 рублі;
- вартість однієї поїздки по єдиній транспортній карті «Стрілка» (з 1-ї по 10-ту) складає 30 рублів, при наступних поїздках вартість проїзду зменшується:
- місячні проїзні квитки для учнів скасовані.

## Галерея

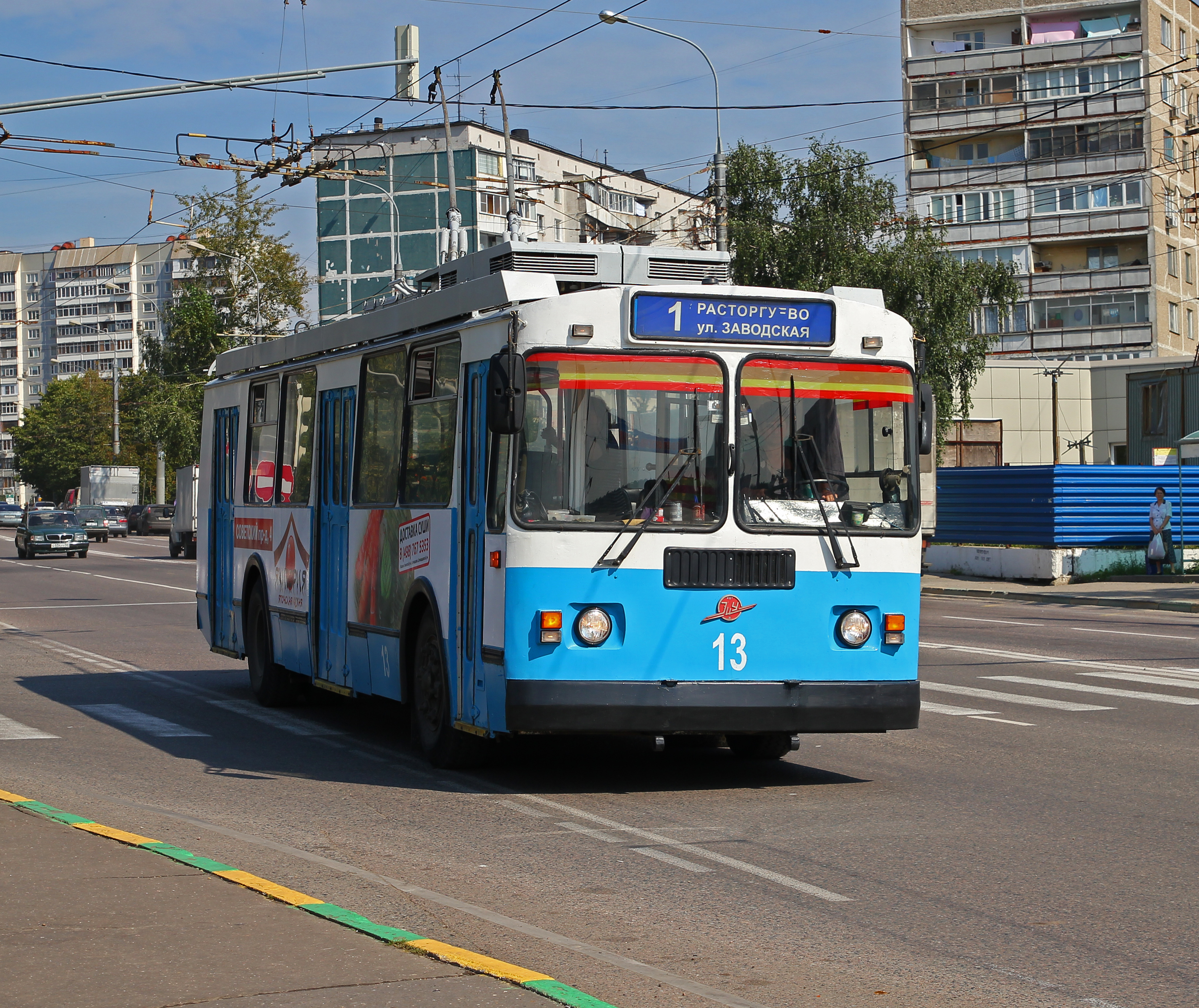
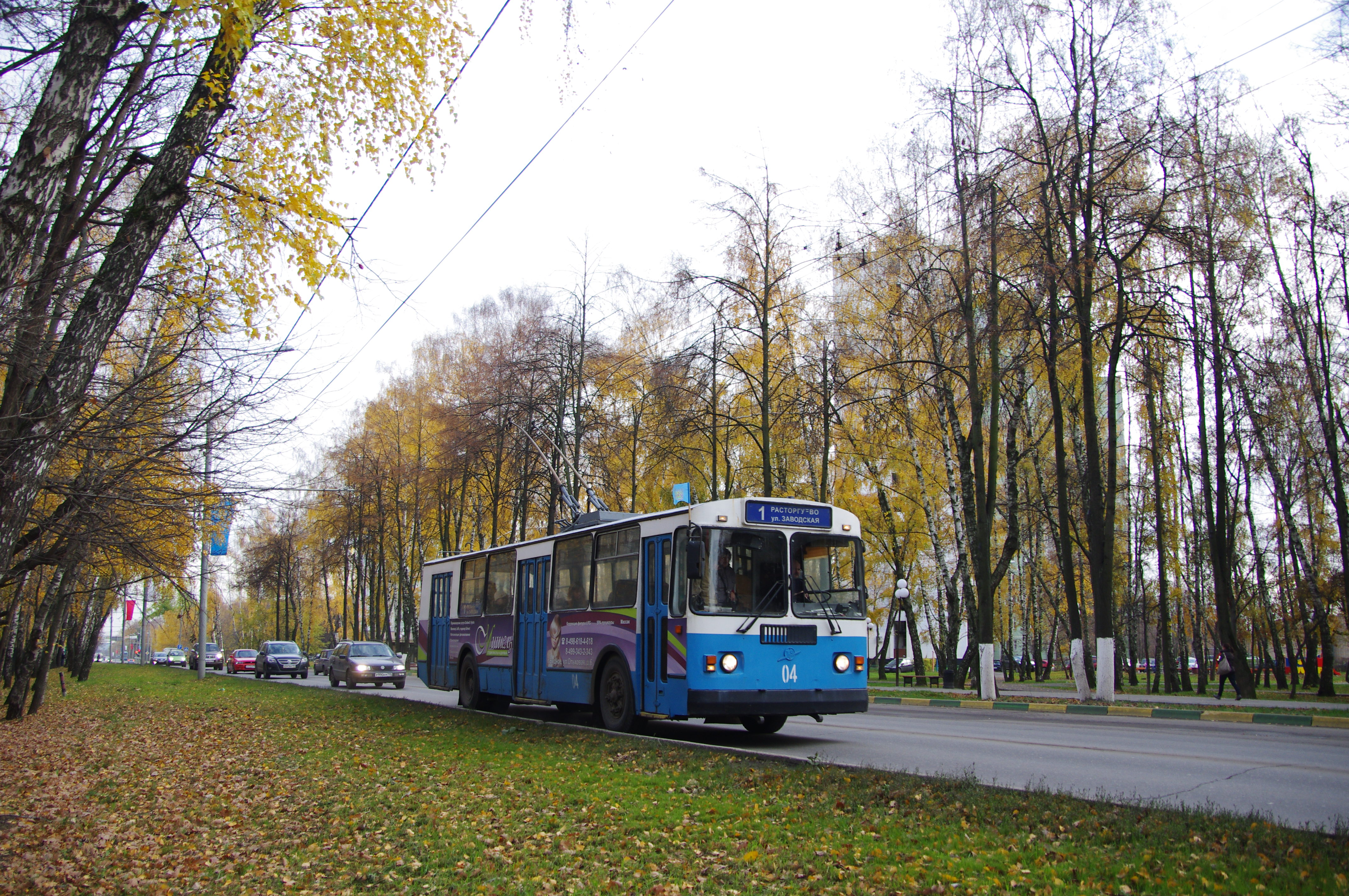
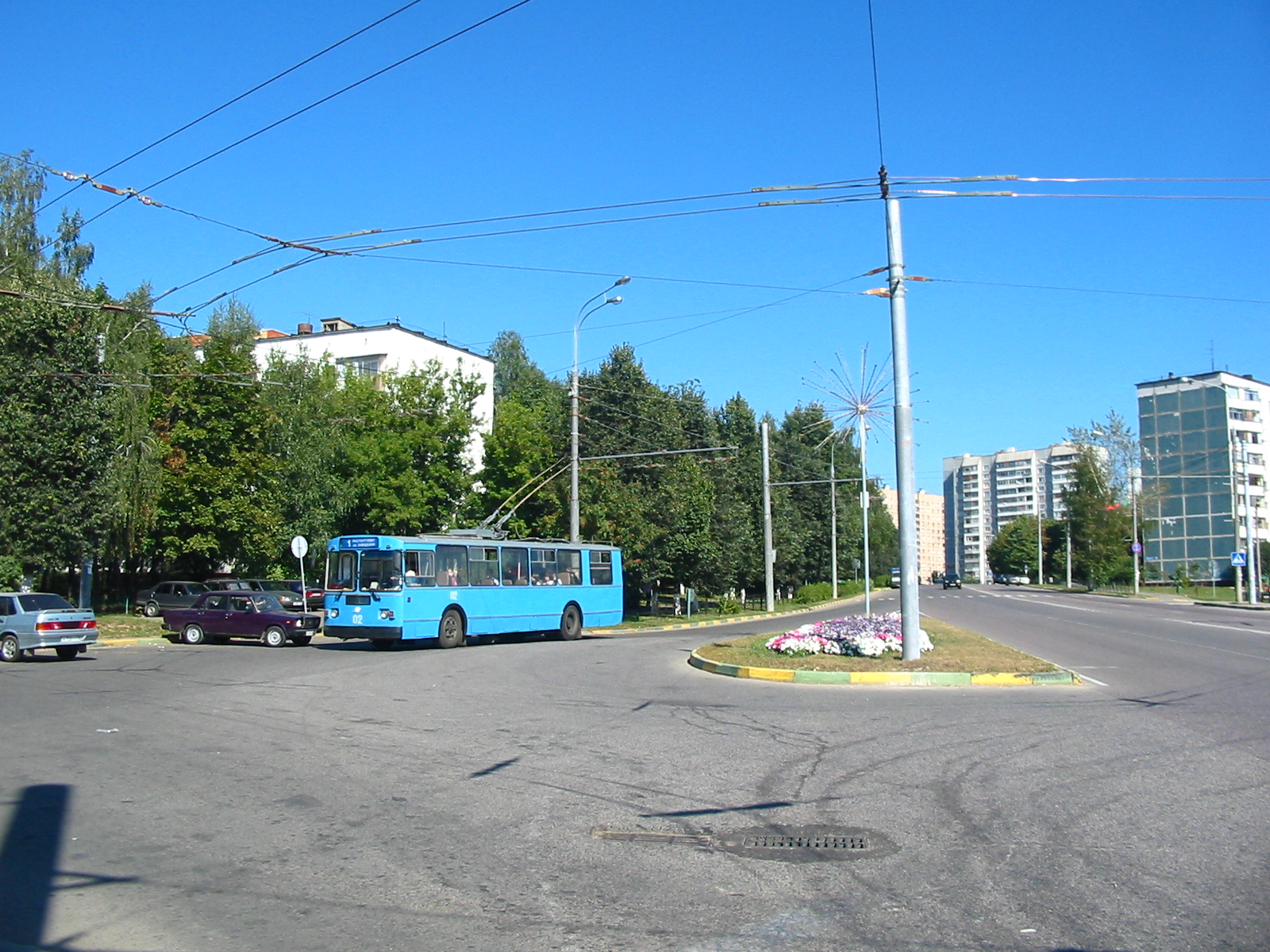
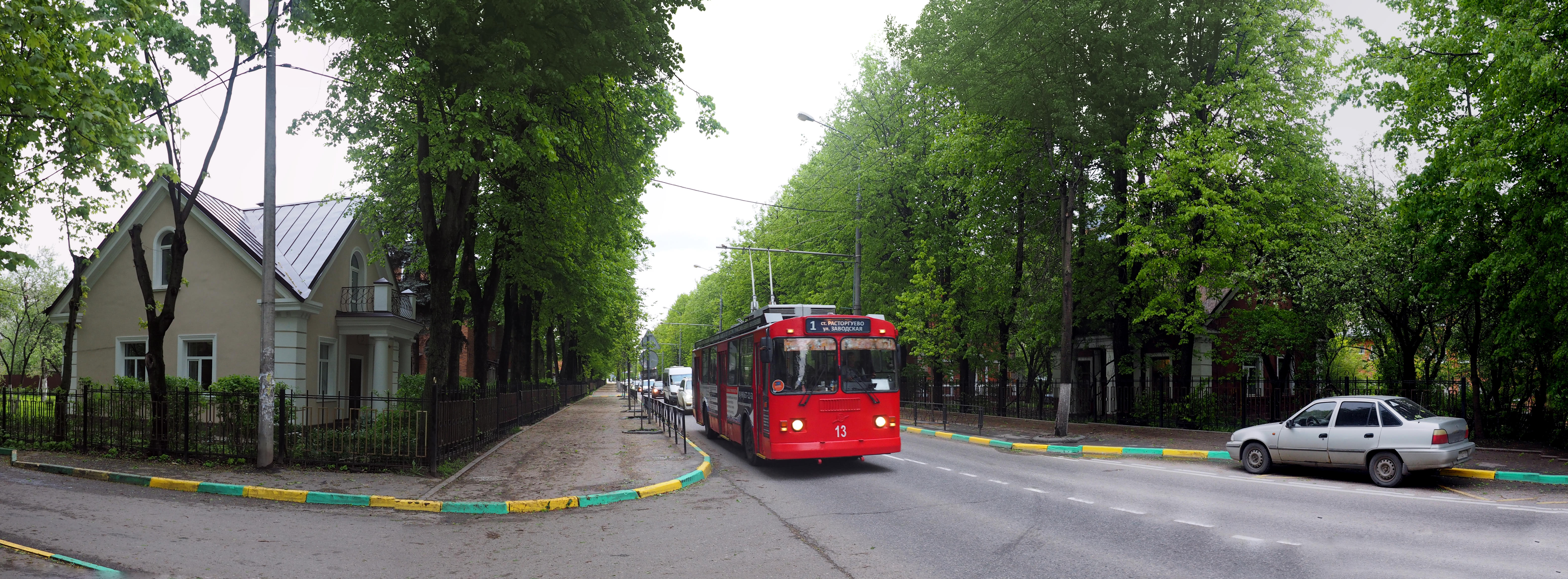
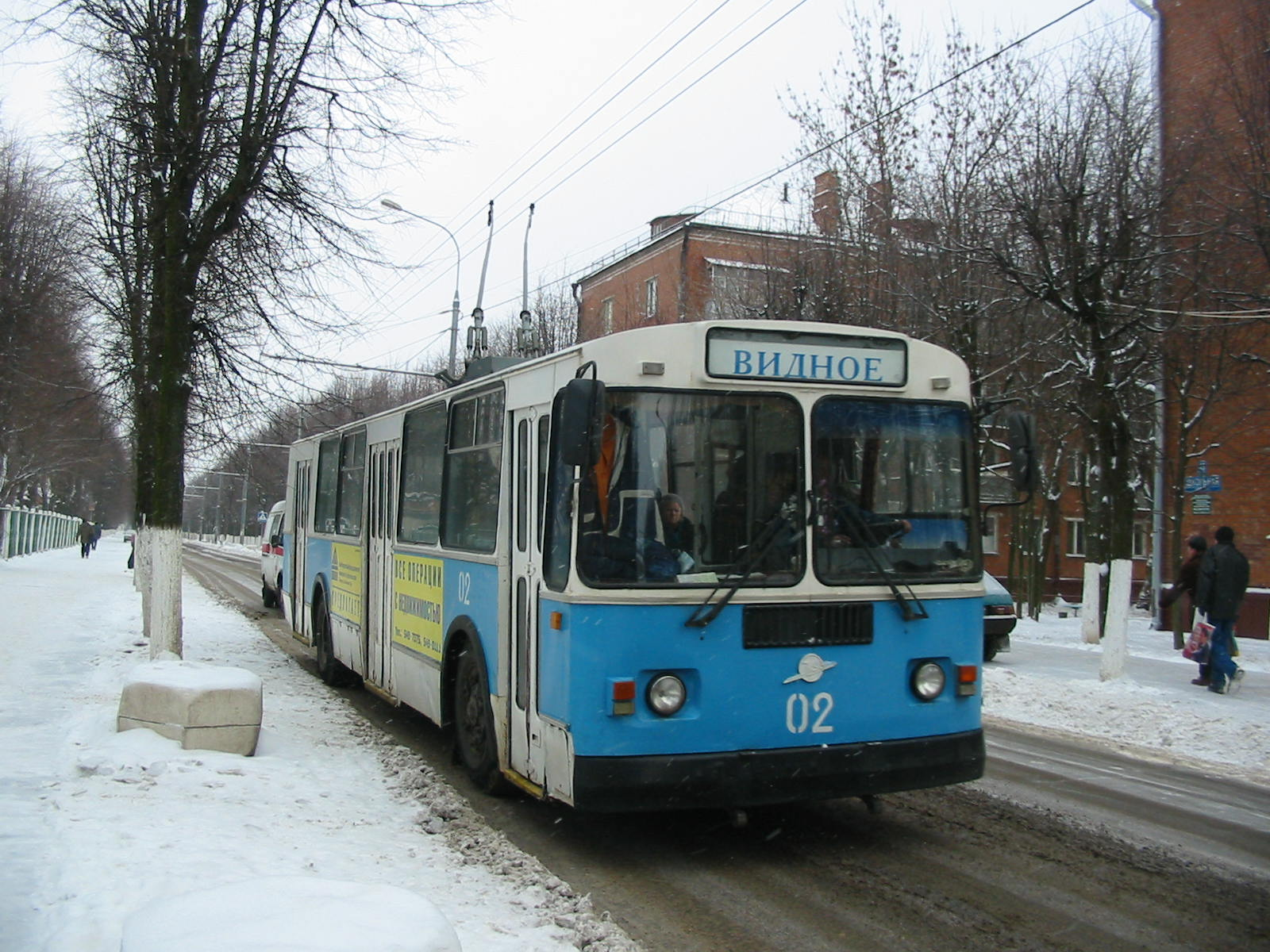
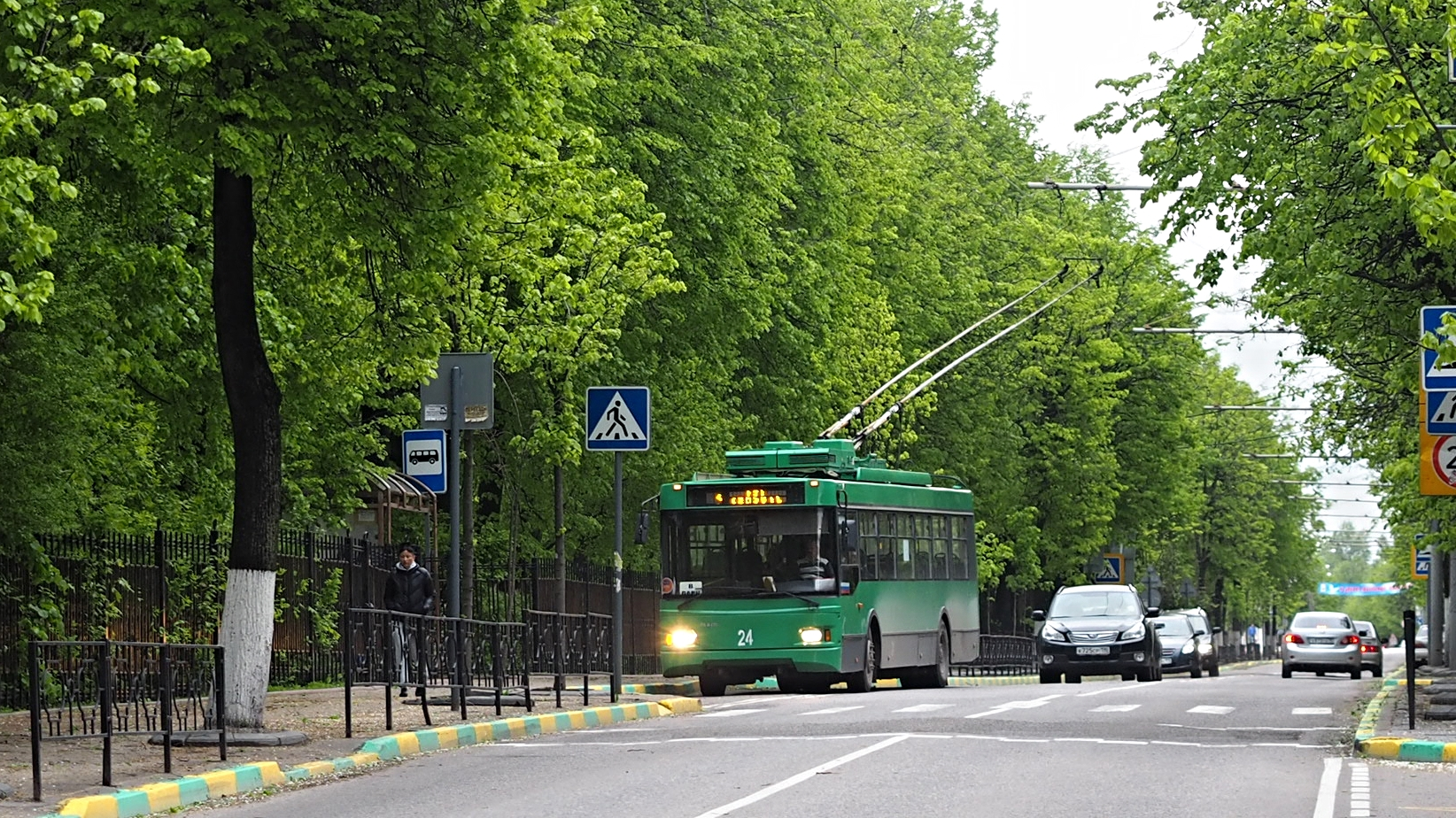
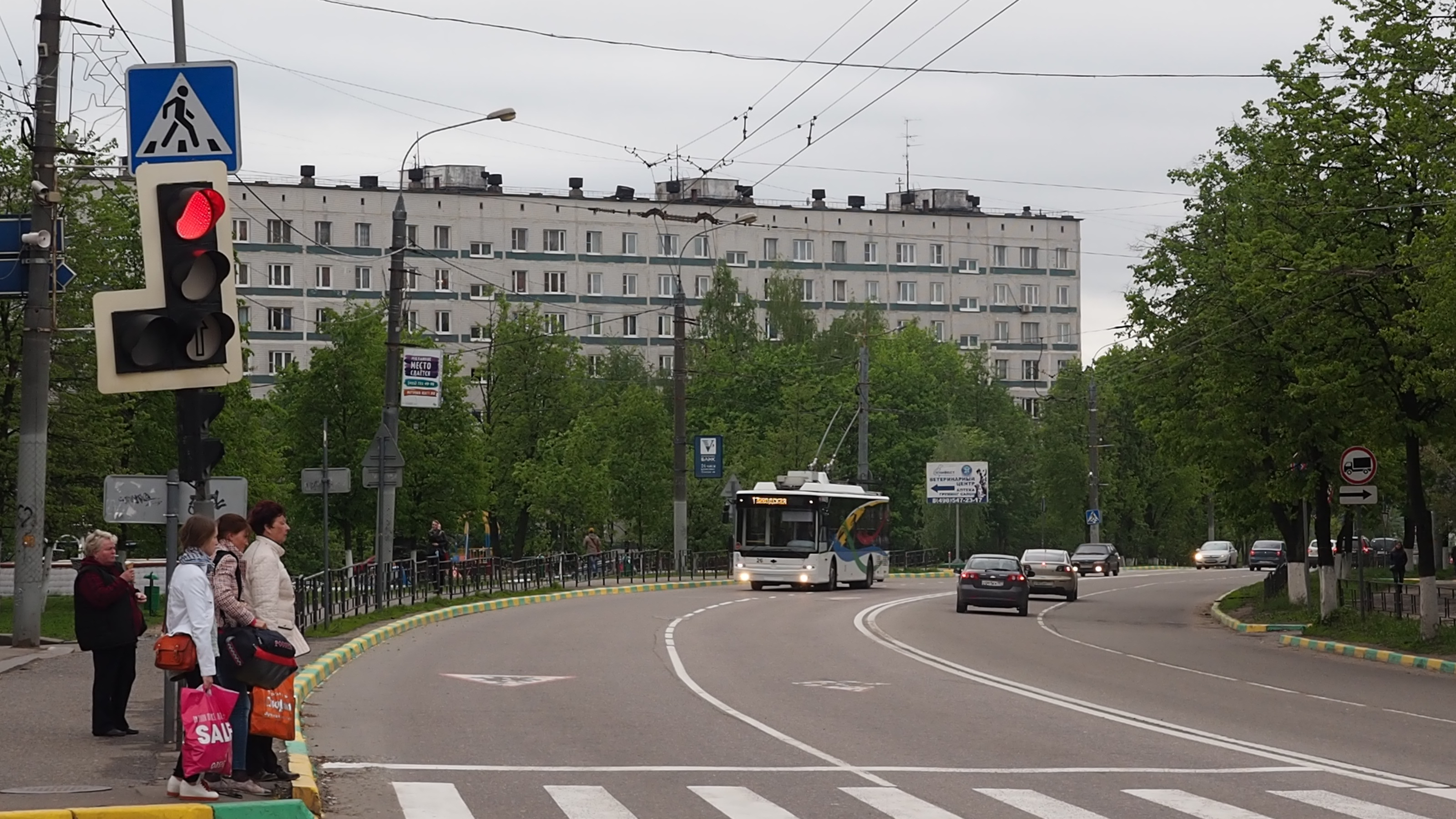
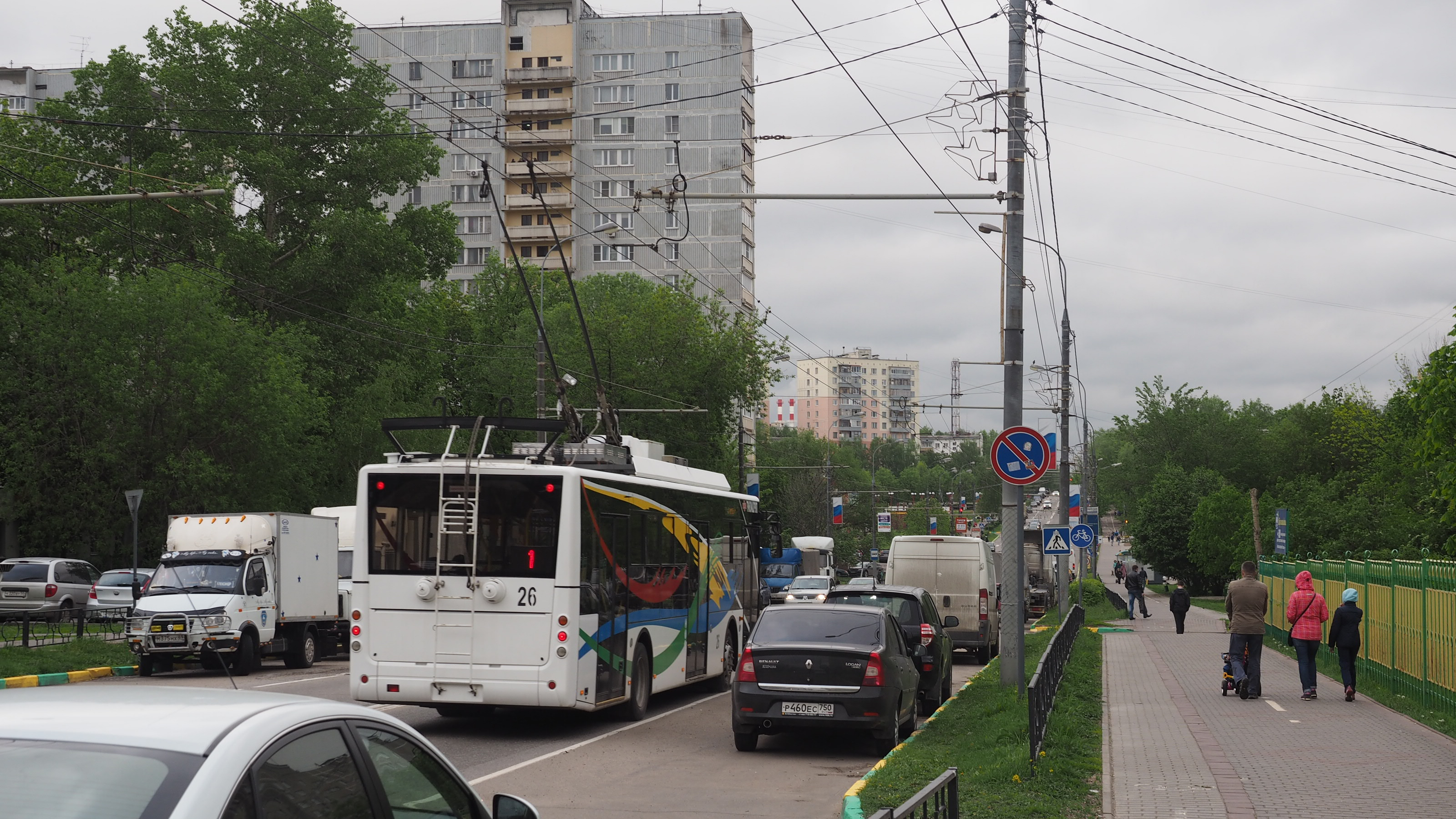